# Krumbachsberg 22 (Poppenroth)

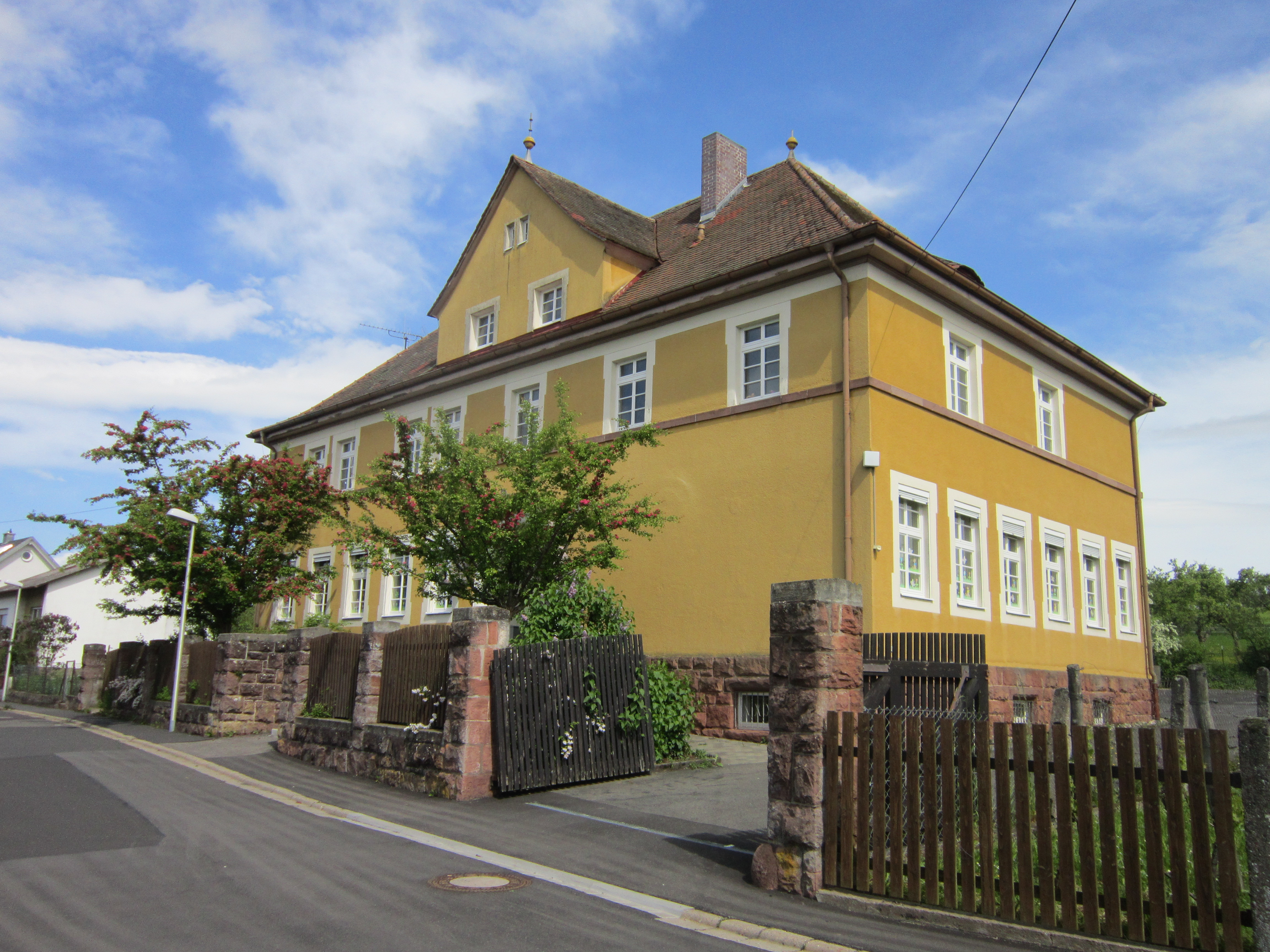
Krumbachsberg 22 in Bad Kissingen, Poppenroth

Die ehemalige örtliche Schule mit der Adresse Krumbachsberg 22 befindet sich in Poppenroth, einem Stadtteil von Bad Kissingen, der Großen Kreisstadt des unterfränkischen Landkreises Bad Kissingen. Das Anwesen gehört zu den Bad Kissinger Baudenkmälern und ist unter der Nummer D-6-72-114-384 in der Bayerischen Denkmalliste registriert.

## Geschichte
Das Anwesen entstand um das Jahr 1910 als Schule von Poppenroth im Jugendstil. Es handelt sich um einen zweigeschossigen Walmdachbau mit hohem bossiertem Sandsteinsockel sowie nördlichem Zwerchhausrisalit. Die Fassadengliederung ist unsymmetrisch. Die Jugendstil-Formensprache des Gebäudes ist leicht barockisierend.
Zum Anwesen gehört die gleichzeitig entstandene Garteneinfriedung.